# Louis-Aimé Grosclaude
Pour les articles homonymes, voir Grosclaude.
Louis-Aimé Grosclaude, né au Locle (Principauté de Neuchâtel) le 26 septembre 1784 et mort à Paris le 11 décembre 1869, est un peintre suisse.

## Biographie
Il est le père du peintre Louis-Frédéric Grosclaude, élève de son père, né à Genève.
Louis-Aimé Grosclaude entre en 1805 dans l'atelier de Jean-Baptiste Regnault et suit les cours de l'École des beaux-arts de Paris.
Disposant d'une certaine fortune, il n'expose au Salon de Paris qu'à partir de 1827. Il y obtient une médaille de 3e classe en 1835, de 2e classe en 1838, et de 1re classe en 1845. Il débute par la peinture de genre, puis se tourne vers la peinture religieuse et historique à partir de 1845. 
Il est le premier professeur de Fritz Zuber-Buhler quand celui-ci s'installe à Paris. Il. fut également l'un des professeurs de François Bocion.
Il peint deux œuvres pour le baron James de Rothschild.
Grosclaude est membre de l'Académie royale de Berlin. Sa peinture a rencontré de fervents admirateurs en Prusse, en particulier le roi de Prusse.
Son fils Louis-Frédéric Grosclaude intercède en 1866 auprès du surintendant des beaux-arts pour qu'il achète le tableau de son père Lecture d'un bulletin de l'armée annonçant la prise de la tour de Malakoff, et lui sollicite une subvention pour l'achèvement de L'Échelle de Jacob que son père ne peut terminer.

## Œuvres exposées aux Salons
- La fermière charitable, Salon de 1827
- Animaux et figures, fond de paysage, Salon de 1827
- Intérieur d'écurie, Salon de 1827
- Autre intérieur d'écurie, Salon de 1827
- Groupe de buveurs, Salon de 1827
- L'ouvrier content, Salon de 1827
- Intérieur de cabaret, Salon de 1833
- Jeane fille à la fenêtre, Salon de 1833
- Groupe d'enfants faisant des bulles de savon, Salon de 1833
- Intérieur d'une cuisine rustique, Salon de 1833
- Un buveur, Salon de 1833
- Deux jeunes filles jouant sur un lit, Salon de 1833
- Toast à la vendange de 1834, Salon de 1834, château de Fontainebleau
- Le mélomane, Salon de 1834
- La distraction, Salon de 1834
- Le petit nonchalant, Salon de 1834
- La réconciliation, Salon de 1836
- La partie de cartes, Salon de 1836
- Intérieur d'écurie, Salon de 1836
- Le salut militaire, Salon de 1837
- Portrait de M. le comte de Gasparin, ministre de l'Intérieur, Salon de 1837
- Portrait de M. le baron de Rothschild, Salon de 1837
- Portrait de M. le comte de … Salon de 1837
- Portrait de filles de M. de …, Salon de 1837
- Les enfants en liberté, Salon de 1838
- Le petit déjeuner, Salon de 1838
- Portrait du fils du marquis d'A…, Salon de 1838
- La tireuse de cartes, scène villageoise, salon de 1839
- Animaux et figures, Salon de 1839
- Portrait de l'un des enfants de M. le baron de Rothschild, Salon de 1839
- Portrait du fils de M. H…, Salon de 1839
- La lecture, Salon de 1840
- Portrait de Mme T…, Salon de 1840
- Portrait du jeune Haas, Salon de 1840
- Les trois commères, Salon de 1841
- Portrait de Mme M… et de son fils, Salon de 1841
- Marino Faliero, Salon de 1842
- L'inspiration musicale, Salon de 1842
- L'oiseau mort, Salon de 1843
- Jeune fille, étude, Salon de 1843
- Portrait du fils de M. le marquis de L…, Salon de 1843
- Portrait de M. le marquis et de Mme la marquise de T…, Salon de 1844
- Portrait de M. P…, Salon de 1844
- Portrait de M. L. M…, Salon de 1844
- Portrait de la fille de M. S…, Salon de 1844
- Portrait de la fille de M. D…, Salon de 1844
- Madeleine repentante, Salon de 1845
- Norma, Salon de 1845
- Un chérubin, Salon de 1845
- Portrait de Mme la vicomtesse M…, Salon de 1846
- Portrait de Mme de N…, Salon de 1846
- Sainte Cécile, Salon de 1847
- Portrait du fils de M…, Salon de 1847
- L'ivrogne incorrigible et la leçon inutile, Salon de 1850
- Portrait des enfants de M. L. de C…, Salon de 1850
- L'Espérance, tête d'étude, Salon de 1857
- La Méditation, tête d'étude, Salon de 1857
- Lecture d'un bulletin de l'armée annonçant la prise de la tour de Malakoff (campagne de Crimée), Salon de 1859
- Dernières pensées de Marino Faliero, doge de Venise, condamné à la peine capitale, tête d'étude, Salon de 1859
- Les deux amis, Salon de 1859
- Mme Pipelet, Salon de 1859
- Intérieur d'une étable aux environs de Genève (Suisse), Salon de 1864
- Un buveur, Salon de 1865
- Le départ d'un enrôlé pour le service d'un étranger, souvenir de Suisse, Salon de 1867
- Brune et blonde, dessin, Salon de 1868